# Parasite Eve (singolo)
Parasite Eve è un singolo del gruppo musicale britannico Bring Me the Horizon, pubblicato il 25 giugno 2020 come primo estratto dal settimo album Post Human: Survival Horror.

## Descrizione
Il brano, la cui musica è stata descritta come nu metal e rock elettronico, tratta dei pensieri del gruppo riguardo la pandemia di COVID-19 e fa riferimento all'associazione fatta dagli stessi musicisti degli eventi della pandemia a quelli del videogioco Parasite Eve.

## Video musicale
Il video ufficiale del brano, pubblicato lo stesso giorno del singolo, è stato diretto dal frontman Oliver Sykes, che ha dichiarato di essersi ispirato, nella sua realizzazione, ai suoi videogiochi preferiti, a vari film e alla sottocultura nu metal.

## Tracce
1. Parasite Eve – 4:51

## Formazione
Gruppo
- Oliver Sykes – voce
- Jordan Fish – cori, programmazione
- Lee Malia – chitarra
- Matt Kean – basso
- Matthew Nicholls – batteria

Altri musicisti
- Mick Gordon – sintetizzatore e percussioni aggiuntive
- Toriel – cori

Produzione
- Jordan Fish – produzione, ingegneria del suono
- Oliver Sykes – produzione, ingegneria del suono
- Mick Gordon – produzione aggiuntiva
- Zakk Cervini – missaggio
- Chris Athens – mastering

## Classifiche
| Classifica (2020)                | Posizione massima |
| -------------------------------- | ----------------- |
| Regno Unito                      | 28                |
| Regno Unito (rock & metal)       | 1                 |
| Stati Uniti (hard rock)          | 1                 |
| Stati Uniti (mainstream rock)    | 18                |
| Stati Uniti (rock & alternative) | 10                |